# Contea di São Vicente
La contea di São Vicente (Son Visent o Son Sent in creolo capoverdiano) è una contea di Capo Verde con 76 140 abitanti al censimento del 2010.
Il suo territorio coincide con quello dell'isola omonima, appartenente al gruppo delle Barlavento.
Oltre al capoluogo Mindelo, la contea include gli insediamenti di Baía das Gatas, Calhau, Lazareto, Madeiral, Mato Inglês, Salamansa, Seixal, São Pedro e Topim.